# Marco Aurelio Soto

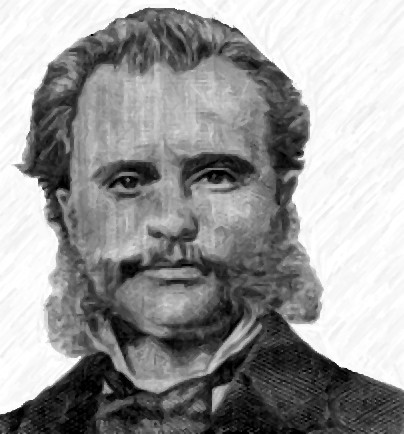
Marco Aurelio Soto

Marco Aurelio Soto (* 13. November 1846 in Tegucigalpa; † 25. Februar 1908 in Paris) war ein honduranischer Jurist und Politiker. Vom 27. August 1876 bis zum 9. Mai 1883 amtierte er als Staatspräsident.

## Leben

### Herkunft und frühe Laufbahn
Seine Eltern waren Francisca Martínez und Máximo Soto. Sein Cousin war Bernardo Soto Alfaro.
Soto studierte Rechtswissenschaft an der Universidad de San Carlos de Guatemala und erhielt 1866 seine Zulassung als Rechtsanwalt. Er unterstützte die Reforma Liberal 1871, wie in Guatemala der Regierungsumsturz der Liberalen von Justo Rufino Barrios Auyón bezeichnet wird.
Im Regierungskabinett von Justo Rufino Barrios Auyón in Guatemala war Marco Aurelio Soto Regierungs- und Außenminister. In einem Interview mit der New York Times vom 30. März 1885 wies Soto die Behauptung von sich, er habe das Dekret zur Ausweisung der Jesuiten unterzeichnet.

### Präsidentschaft
1876 trat Ponciano Leiva auf Druck von José María Reina Barrios, dem Präsidenten von Guatemala, zurück, woraufhin dessen Außenminister und politisches Ziehkind Marco Aurelio Soto Präsident von Honduras wurde.
Marco Aurelio Soto setzte einige liberale Reformen in Honduras durch. In seinem Kabinett war Ramón Rosa. Er verlegte den Regierungssitz nach Tegucigalpa. Unter der Regierung Marco Aurelio Soto wurde ein Telegrafennetz in Honduras aufgebaut. 1880 gab es eine Telegrafenverbindung, die auf 1.547 Meilen 68 Stationen in Häfen und wichtigen Städten verband. In Sotos Regierungszeit wurden darüber hinaus Eisenbahnstrecken gebaut und 368 Grundschulen für Jungen, 67 Grundschulen für Mädchen sowie eine Universität, eine Militärakademie und eine Bergschule eingerichtet.
1880 übermittelte Soto seinen Schriftverkehr mit dem britischen Consul zum Thema Islas de la Bahía an William C. Burchard (Burchard Honduras Fruit Co.; * 1835 New York; † 8. Juni 1895), der von 1880 bis zum 3. April 1891 US-Konsul von Comagua war.
Die Staatsgrenzen zwischen Honduras und Guatemala wollte Justo Rufino Barrios Auyón mit liberaler Aggressivität durch eine wirtschaftliche Integration ersetzen, wodurch Soto überflüssig wurde. Er ließ sich daher ab dem 9. Mai 1883 von Luis Bográn Barahona vertreten und kehrte von einem Staatsbesuch nicht mehr nach Honduras zurück.
1885 zog Soto von N° 8 East 84th Street in das Haus N°929 Fifth Avenue für 210.000 US-Dollar neben N°931 New York, welches das Eigentum von Barrios war.